# 岩鼻通明
岩鼻 通明（いわはな みちあき、1953年 - ）は、日本の人文地理学者、民俗学者。山形大学名誉教授。専門は、山岳信仰研究、韓国地域研究、文化地理学、宗教民俗学。

## 来歴
大阪府に生まれる。1976年京都大学文学部史学科を卒業した。引き続き同大学院に進み、1981年に文化地理学修士課程を修了した、2003年に「出羽三山信仰圏研究」で博士（文学）の学位を取得した。山形大学農学部助教授を経て、2006年同教授となる。
2019年3月末をもって山形大学を退職した。

## 著書
- 『出羽三山信仰の歴史地理学的研究』名著出版、1992年。ISBN 4626014305
- 『出羽三山の文化と民俗』岩田書院、1996年。 ISBN 4900697575
- 『出羽三山信仰の圏構造』岩田書院、2003年。ISBN 4872942957
- 『韓国・伝統文化のたび(叢書・地球発見)』ナカニシヤ出版、2008年。ISBN 4779500133
- 『出羽三山 山岳信仰の歴史を歩く』岩波書店（岩波新書）、2017年。ISBN 4004316812
- 『絵図と映像にみる山岳信仰』海青社、2019年。ISBN 4860993454

### 共編
- 難波田徹共編『神社古図集 続編』臨川書店、1990年。ISBN 4653021260
- 『北日本中世史の研究』吉川弘文館、1990年。ISBN 4642026312
- 『中世出羽の宗教と民衆（奥羽史研究叢書 (5)）』高志書院、2002年。ISBN 4906641628

## 論文
- <岩鼻通明